# Zixing
Zixing (资兴 ; pinyin : Zīxīng) est une ville de la province du Hunan en Chine. C'est une ville-district placée sous la juridiction de la ville-préfecture de Chenzhou.

## Démographie
La population du district était de 362 169 habitants en 1999.

## Faits de société
On y trouve une annexe du Bureau 610, une organisation du gouvernement chinois contre le Falun gong[réf. nécessaire].